# Langford (Dakota del Sur)
Langford es un pueblo ubicado en el condado de Marshall en el estado estadounidense de Dakota del Sur. En el Censo de 2020 tenía una población de 283 habitantes y una densidad poblacional de 394,93 personas por km².

## Geografía
Langford se encuentra ubicado en las coordenadas 45°36′9″N 97°49′49″O / 45.60250, -97.83028. Según la Oficina del Censo de los Estados Unidos, Langford tiene una superficie total de 0.79 km², de la cual 0.79 km² corresponden a tierra firme y (0%) 0 km² es agua.

## Demografía
Según el censo de 2010, había 313 personas residiendo en Langford. La densidad de población era de 394,93 hab./km². De los 313 habitantes, Langford estaba compuesto por el 96.49% blancos, el 0% eran afroamericanos, el 2.88% eran amerindios, el 0.32% eran asiáticos, el 0% eran isleños del Pacífico, el 0% eran de otras razas y el 0.32% pertenecían a dos o más razas. Del total de la población el 0.64% eran hispanos o latinos de cualquier raza.